# Артемій (Кузьмін)
Єпи́скоп Арте́мій (світське ім'я Арте́м Андрі́йович Кузьмі́н (рос. Артём Андреевич Кузьмин); нар. 12 травня 1983 року, село Війниця, Волинська область) — архієрей Російської православної церкви, єпископ Таганрозький, вікарій Ростовської-на-Дону єпархії. Настоятель кафедрального Собору Різдва Пресвятої Богородиці міста Ростова-на-Дону.
Тезоіменитство — 23 червня (6 липня) (пам'ять праведного Артемія Веркольського).

## Біографія
Народився 12 травня 1983 року в селі Війниця Локачинського району Волинської області України в родині військовослужбовця. Хрещений у 1988 році у Воскресенському соборі міста Фрунзе (нині Бішкек, Киргизстан). У 2000 році закінчив середню школу № 1 міста Остров Псковської області.
З 13 років прислуговував у вівтарі в Свято-Троїцькому храмі міста Остров. У 2001–2009 роках — старший вівтарник подвір'я патріарха Московського і всієї Русі при храмах Високо-Петровського монастиря в Москві.
У 2005 році закінчив економічний факультет Російського православного університету святого Іоанна Богослова, отримавши кваліфікацію «Економіст» за спеціальністю «Національна економіка». У 2005–2008 роках навчався в аспірантурі Московського економічного інституту за спеціальністю «Економіка та управління народним господарством». У 2006–2009 роках — керівник відділу маркетингу у видавництві «Євразія Екс-прес».
У 2009–2012 роках — співробітник Синодального відділу релігійної освіти і катехізації (займані посади — головний діловод, завідувач канцелярії служби документообігу та інформатизації, заступник голови відділу — керівник служби документообігу та інформатизації). Одночасно у 2009–2011 роках був іподияконом єпископа Зарайського Меркурія (Іванова), який очолював цей відділ.
3 грудня 2011 року в кафедральному соборі Різдва Пресвятої Богородиці міста Ростов-на-Дону митрополитом Ростовським і Новочеркаським Меркурієм був пострижений у рясофор з іменем Артемій на честь праведного Артемія Палестинського, а 4 грудня рукопокладений у сан ієродиякона, 7 грудня — у сан ієромонаха зі врученням золотого наперсного хреста.
7 грудня 2011 року призначений настоятелем домової церкви ікони Божої Матері «Знамення» архієрейського подвір'я міста Ростов-на-Дону. З 2011 року — секретар Єпархіального управління Ростовської-на-Дону єпархії.
17 березня 2012 року в Сергіївському храмі Високо-Петровського монастиря в Москві митрополитом Ростовським і Новочеркаським Меркурієм пострижений у мантію з іменем Артемій на честь праведного Артемія Веркольського.
14 серпня 2015 року звільнений з посади настоятеля храму ікони Божої Матері «Знамення» і призначений настоятелем кафедрального собору Різдва Пресвятої Богородиці міста Ростов-на-Дону..
У 2015 році заочно закінчив Московську духовну академію. У 2017 році захистив випускну кваліфікаційну роботу на тему: «Становлення церковної організації на північному сході Приазов'я у XVII — першій третині XIX ст.», з присудженням кваліфікації «Спеціаліст у галузі церковно-практичних дисциплін».
У 2018 році заочно закінчив магістратуру Санкт-Петербурзької духовної академії. Захистив випускну кваліфікаційну роботу на тему: «Аналіз основних положень редакції Статуту Руської Православної Церкви, прийнятого Архієрейським Собором 2000 р., у порівнянні зі Статутом про управління Руською Православною Церквою 1988 р. та Положенням про управління Руською Православною Церквою 1945 р. (зі змінами 1971 р.)», з присудженням кваліфікації «Магістр богослов'я».
11 березня 2020 року рішенням Священного Синоду Руської Православної Церкви обраний єпископом Таганрозьким, вікарієм Ростовської-на-Дону єпархії.
20 березня 2020 року в соборному храмі Святої Трійці Іверського жіночого монастиря міста Ростов-на-Дону митрополитом Ростовським і Новочеркаським Меркурієм возведений у сан архімандрита.
18 серпня 2020 року у тронній залі кафедрального соборного храму Христа Спасителя в Москві відбулося наречення у єпископа, а 28 серпня 2020 року — хіротонія в тому ж храмі. Хіротонію звершили: Московський патріарх Кирило, митрополит Воскресенський Діонісій (Порубай), митрополит Ростовський і Новочеркаський Меркурій (Іванов), митрополит Сінгапурський і Південно-Східно-Азійський Сергій (Чашин), архієпископ Тверський і Кашинський Амвросій (Єрмаков), єпископ Шахтинський і Міллеровський Симеон (Морозов), єпископ Павлово-Посадський Фома (Мосолов).
З 13 по 17 листопада 2023 року єпископ Артемій пройшов навчання на курсах підвищення кваліфікації для новопоставлених архієреїв Руської Православної Церкви, що проходили з благословення патріарха Кирила на базі Московської духовної академії.